# Sammalinen och Luotojärvi
Sammalinen och Luotojärvi är en sjö i kommunen Saarijärvi i landskapet Mellersta Finland i Finland. Sjön ligger 151,9 meter över havet. Den är 11,8 meter djup. Arean är 77 hektar och strandlinjen är 7,46 kilometer lång. Sjön  ingår i Kymmene älvs huvudavrinningsområde.   Den ligger omkring 62 kilometer nordväst om Jyväskylä och omkring 270 kilometer norr om Helsingfors. 
I sjön finns öarna Kalliosaari och Sammalisensaari. 